# 2 Pistols
2 Pistols, pseudonimo di Jeremy Lemont Saunders (Tarpon Springs, 11 giugno 1983), è un rapper statunitense.

## Discografia

### Album in studio
- 2008 - Death Before Dishonor
- 2014 - Comin Back Hard

### Singoli
- 2007 - She Got It (feat. T-Pain & Tay Dizm)
- 2007 - You Know Me (feat. Ray J)
- 2009 - Lights Low (feat. C-Ride & Young Joe)
- 2013 - Know That (feat. French Montana)